# المعمر (عمران)
المعمر هي إحدى قرى الجمهورية اليمنية. تتبع جغرافيا لمحافظة عمران وإداريًا لمديرية جبل عيال يزيد. يبلغ تعداد سكانها 1021 نسمة حسب الإحصاء الذي أجري عام 2004.